# Calydus
Calydus is een geslacht van kevers uit de familie oliekevers (Meloidae).
Het geslacht is voor het eerst wetenschappelijk beschreven in 1896 door Reitter.

## Soorten
Het geslacht omvat de volgende soorten:
- Calydus ater Kaszab, 1960
- Calydus escherichi Reitter, 1898
- Calydus ornaticollis (Escherich, 1896)
- Calydus pulcher (Reitter, 1889)
- Calydus semenovi (Escherich, 1896)
- Calydus syriacus Kaszab, 1960